# Classe IKL-209

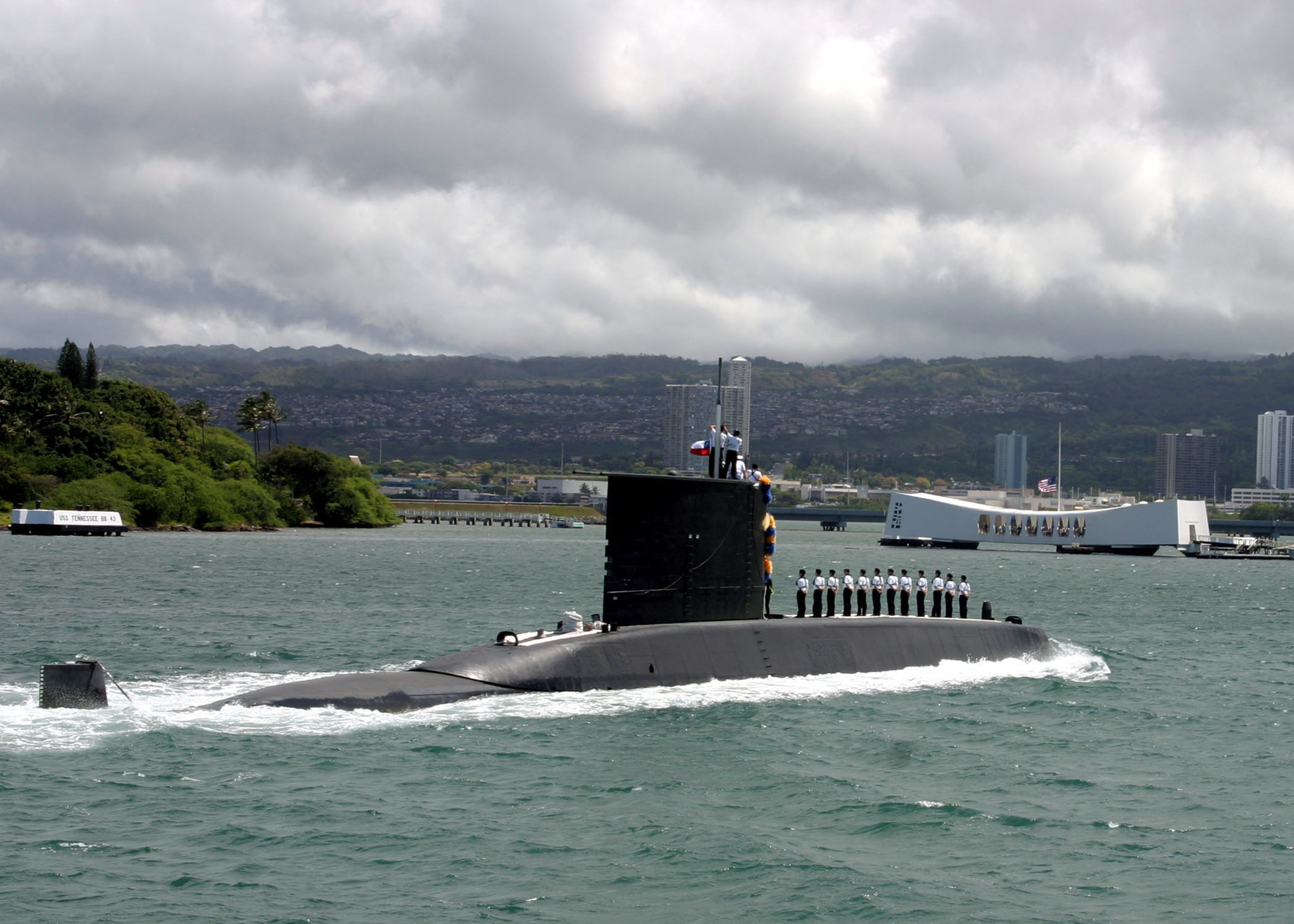
Submarino SS-21 Simpson da Marinha chilena.

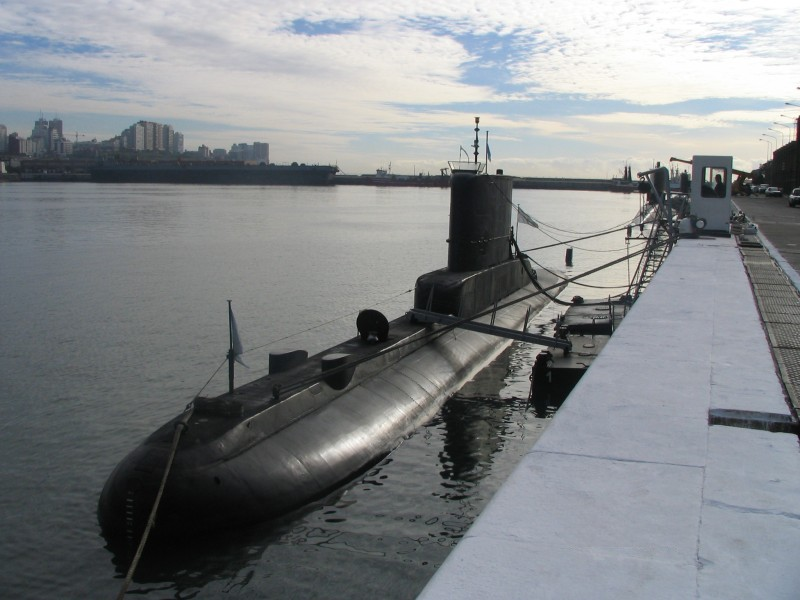
Submarino U-209/1200 ARA Salta (S-31) da Marinha Argentina.

A Classe IKL-209 reune submarinos de propulsão diesel-elétrica projetados pela Ingenieur Kontor Lubeck (IKL). O projeto alemão do U-209 é um sucesso de exportações, apesar de não ser operado pela Marinha da Alemanha (Deutsche Marine). 
Em 1982, a Marinha do Brasil optou pela proposta do consórcio IKL, iniciando o projeto nacional de construção de submarinos que deu origem as Classes Tupi e Tikuna.

## Projeto e capacidades
Uma das características da estratégia comercial empregada pelo consórcio alemão é adequar a proposta as exigências de cada cliente e muitas atualizações locais foram realizadas posteriormente. Alguns U-209, por exemplo, podem lançar mísseis anti-navio, alguns desde sua construção (como na Turquia), outros por atualização (como na Grécia). Algumas marinhas mantém alto nível de prontidão, outras lutam contra a falta de recursos e de pessoal. Não há como determinar exatamente quais capacidades os U-209 possuem, adquiriram ou perderam. Sem dúvida o que impressiona é a durabilidade do projeto que tem gerado mais encomendas e recebido tantas atualizações. Todos os U-209 construídos até hoje estão em operação, com exceção do argentino San Luis que com pouco investimento poderia voltar a operar.

## Operadores
Argentina - Classe Salta
| Tipo | Designação | Nome     | Comissinado em |
| ---- | ---------- | -------- | -------------- |
| 1200 | S 31       | Salta    | 1974           |
| 1200 | S 32       | San Luis | 1974           |

Brasil
- Classe Tupi

| Tipo | Designação | Nome    | Comissinado em |
| ---- | ---------- | ------- | -------------- |
| 1400 | S 30       | Tupi    | 1989           |
| 1400 | S 31       | Tamoio  | 1994           |
| 1400 | S 32       | Timbira | 1996           |
| 1400 | S 33       | Tapajó  | 1999           |

- Classe Tikuna

| Tipo    | Designação | Nome   | Comissinado em |
| ------- | ---------- | ------ | -------------- |
| 1400Mod | S 34       | Tikuna | 2005           |
| 1400Mod | S 35       | Tapuia | cancelado      |

Chile - Classe Thompson
| Tipo | Designação | Nome     | Comissinado em |
| ---- | ---------- | -------- | -------------- |
| 1300 | 20         | Thompson | 1984           |
| 1300 | 21         | Simpson  | 1984           |

Colômbia - Classe Pijao
| Tipo | Designação | Nome    | Comissinado em |
| ---- | ---------- | ------- | -------------- |
| 1200 | S028       | Pijao   | 1975           |
| 1200 | S029       | Tayrona | 1975           |

Equador - Classe Shyri
| Tipo | Designação | Nome        | Comissinado em |
| ---- | ---------- | ----------- | -------------- |
| 1200 | S101       | Shyri       | 1977           |
| 1200 | S102       | Huancavilca | 1978           |

Grécia - Classee Glavkos e Poseidon 
| Tipo | Designação | Nome      | Comissinado em |
| ---- | ---------- | --------- | -------------- |
| 1100 | S 110      | Glaukos   | 1971           |
| 1100 | S 111      | Nireus    | 1972           |
| 1100 | S 112      | Triton    | 1972           |
| 1100 | S 113      | Proteus   | 1972           |
| 1200 | S 116      | Poseidon  | 1979           |
| 1200 | S 117      | Amfitriti | 1979           |
| 1200 | S 118      | Okeanos   | 1979           |
| 1200 | S 119      | Pontos    | 1979           |

Índia - Classe Shishumar
| Tipo | Designação | Nome | Comissinado em |
| ---- | ---------- | ---- | -------------- |
| 1500 | Shishumar  | S 44 | 1986           |
| 1500 | Shankush   | S 45 | 1986           |
| 1500 | Shalki     | S 46 | 1992           |
| 1500 | Shankul    | S 47 | 1994           |

Indonésia - Classe Cakra
| Tipo | Designação | Nome | Comissinado em |
| ---- | ---------- | ---- | -------------- |
| 1300 | Cakra      | 401  | 1981           |
| 1300 | Nanggala   | 402  | 1981           |

Peru
| Tipo | Designação | Nome        | Comissinado em |
| ---- | ---------- | ----------- | -------------- |
| 1200 | SS31       | Angamos     | 1980           |
| 1200 | SS32       | Antofogasta | 1980           |
| 1200 | SS33       | Pisagua     | 1982           |
| 1200 | SS34       | Chipana     | 1983           |
| 1100 | SS35       | Islay       | 1975           |
| 1100 | SS36       | Arica       | 1975           |

África do Sul
| Tipo | Designação | Nome             | Comissinado em |
| ---- | ---------- | ---------------- | -------------- |
| 1400 | S 101      | Manthatisi       |                |
| 1400 | S 102      | Charlotte Maxeke | 2007           |
| 1400 | S 103      | Queen Modjadji   | 2008           |

Coreia do Sul - Classe Jang Bogo
| Tipo | Designação  | Nome | Comissinado em |
| ---- | ----------- | ---- | -------------- |
| 1200 | Jang Bogo   | 061  | 1993           |
| 1200 | Lee Chun    | 062  | 1994           |
| 1200 | Choi Museon |      | 1996           |
| 1200 | Park Wi     | 065  | 1996           |
| 1200 | Lee Jongmu  | 066  | 1996           |
| 1200 | Jeong Un    | 067  | 1998           |
| 1200 | Lee Sunsin  | 068  | 2000           |
| 1200 | Na Daeyong  | 069  | 2000           |
| 1200 | Lee Eokgi   | 070  | 2001           |

Turquia - Classes Atilay, Preveze e Gür 
| Tipo    | Designação | Nome          | Comissinado em |
| ------- | ---------- | ------------- | -------------- |
| 1200    | S 347      | Atilay        | 1976           |
| 1200    | S 348      | Saldiray      | 1977           |
| 1200    | S 349      | Batiray       | 1978           |
| 1200    | S 350      | Yildiray      | 1981           |
| 1200    | S 351      | Doganay       | 1984           |
| 1200    | S 352      | Dolunay       | 1989           |
| T1.1400 | S 353      | Preveze       | 1994           |
| T1.1400 | S 354      | Sakarya       | 1995           |
| T1.1400 | S 355      | 18 Mart       | 1998           |
| T1.1400 | S 356      | Anafartalar   | 1999           |
| T2.1400 | S 357      | Gür           | 2005           |
| T2.1400 | S 358      | Canakkale     | 2005           |
| T2.1400 | S 359      | Burak Reis    | 2005           |
| T2.1400 | S 360      | Birinci Inönü | 2006           |

Venezuela - Classe Sabalo
| Tipo | Designação | Nome   | Comissinado em |
| ---- | ---------- | ------ | -------------- |
| 1300 | S 31       | Sabalo | 1976           |
| 1300 | S 32       | Caribe | 1977           |